# Nathalie Josso
Nathalie Mühlstein Josso (1934-2022) est une pédiatre endocrinologue française qui a étudié les variations du développement génital avant la naissance, y compris l'intersexuation. Elle a été la première à identifier l'hormone de régression müllérienne (HRM ou AMH en anglais), une hormone qui joue un rôle majeur dans le développement fœtal des organes reproducteurs en influant, depuis leur stade indifférencié, sur leur orientation vers l'appareil féminin ou masculin. Plus tard, Josso a également identifié l'AMH chez les femmes adultes, ce qui a permis de mettre au point des tests de réserve ovarienne.

## Vie et éducation

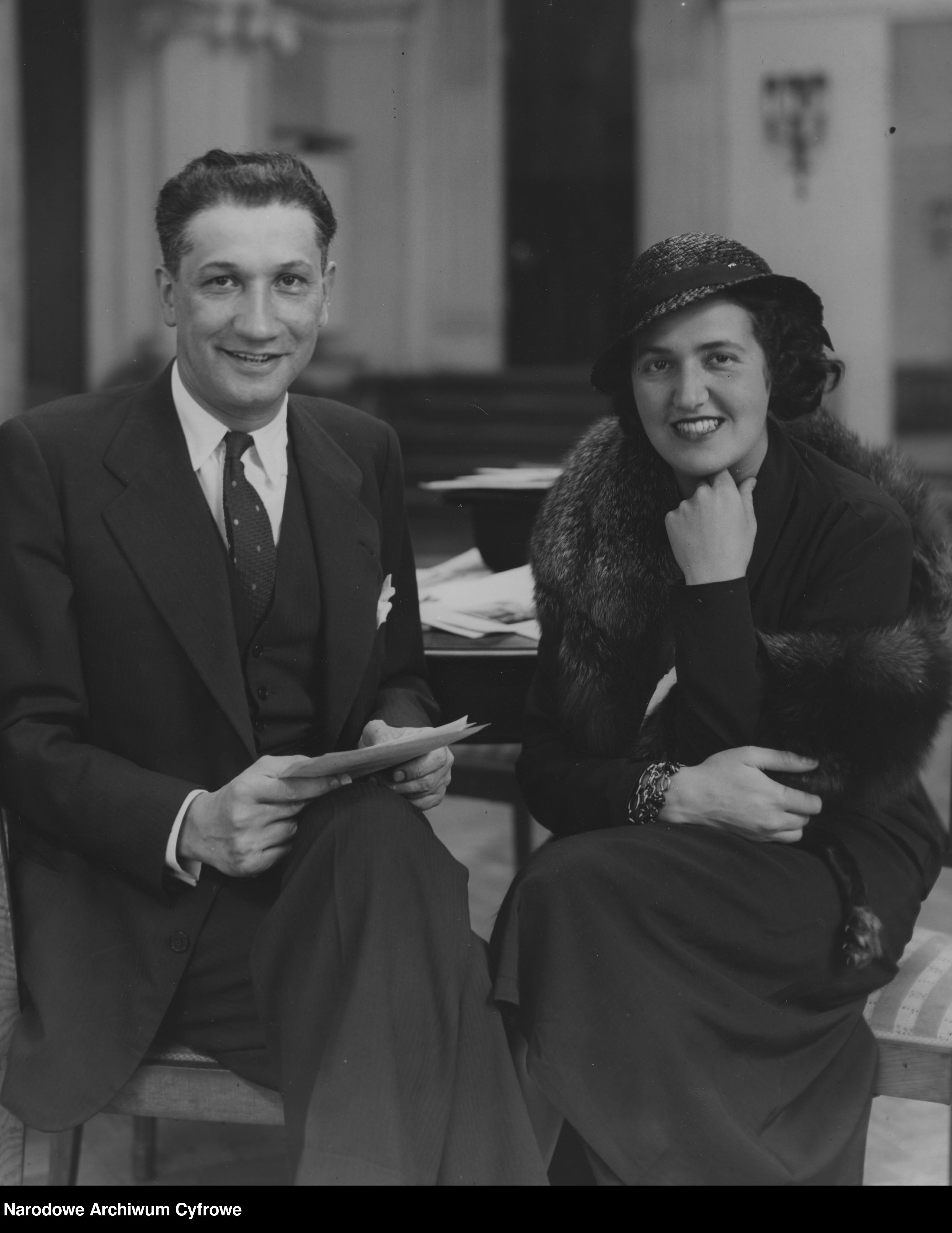
Anatol et Diane Mühlstein, parents de Nathalie Mühlstein, photographiés en 1932.

Nathalie Mühlstein nait le 13 janvier 1934 à Paris, aînée d'une famille de trois enfants, avec pour sœurs cadettes l'historienne Anka Mühlstein (née en 1935) et l'artiste peintre Cécile Mühlstein (1936-2007),. Leur mère Diane (1907-1996) est la fille du baron Robert de Rothschild. Leur père, Anatol Mühlstein (en) (1889-1957), est ambassadeur de Pologne en France au moment du mariage de leurs parents en 1932,.
La famille est juive et, en tant que diplomate, Anatol Mühlstein est conscient des dangers auxquels sa famille serait confrontée dans la France occupée par les nazis. Il emmène la famille à Lisbonne au début du mois de juin 1940 via Bordeaux, juste avant la capitulation de la France,. Peu après, la famille émigre à New York. Nathalie a six ans et va à l'école aux États-Unis, où elle apprend l'anglais. À la fin de la guerre, les Mühlstein reviennent à Paris. Ses parents divorcent.
Nathalie obtient son diplôme de médecine à Paris, puis se spécialise en pédiatrie et en endocrinologie. Peu après avoir terminé son internat et son clinicat en pédiatrie,, abandonnant la carrière hospitalière, elle décide de poursuivre une carrière scientifique à l'INSERM, l'Institut national français de la santé et de la recherche médicale.
Nathalie épouse le médecin François Josso en 1959 ; plus tard ce dernier devient professeur d'hématologie spécialiste de l'hémostase à l'université Paris V ; le couple a trois enfants, dont l'un est décédé avant sa mère. Après le décès de son mari des suites d'un cancer en 1981, Nathalie Josso vit avec Robert Gastone. Elle meurt le 20 novembre 2022 à l'âge de 88 ans.

## Carrière scientifique
L'intérêt de Josso pour les variations du développement sexuel commence lorsqu'elle est amenée à s'occuper d'une patiente intersexuée au début des années 1960,.
 
Étudiante en endocrinologie, son professeur est Alfred Jost, dont les recherches lui font conclure à l'existence d'une hormone autre que la testostérone dans la différenciation du tractus génital masculin, après une série d'expériences menées dans les années 1940. Malgré sa démonstration en 1947 de l'existence d'un facteur inhibiteur du développement du canal de Müller autre que la testostérone, Jost ne parvient pas à l'identifier,,. C'est un stage effectué dans le laboratoire du Professeur Jost qui conduit Nathalie Josso à se passionner pour l'hypothèse de ce « facteur de différenciation du sexe, alors totalement inconnu, et dont beaucoup contestent l'existence même. ».
Nathalie Josso passe quelque temps à l'Université de Cambridge où elle apprend la culture d'organes auprès d'Ilse Lasnitzki. Elle souhaite travailler à la découverte de la substance non identifiée par Jost et s'installe pour ce faire dans un nouveau laboratoire de l'INSERM à l'Hôpital Necker-Enfants malades, lieu de sa formation en pédiatrie. Après quelques difficultés expérimentales, Josso décide d'étudier les testicules de fœtus de veau, qui sont de grande taille. Seule d’abord, puis avec l’équipe qu'elle forme, en particulier avec Jean-Yves Picard et Bernard Vigier, Nathalie Josso a prouvé que cette hormone existe et que c'est une glycoprotéine. Par une série d'expériences éliminant d'autres sources, elle détermine que la substance est produite dans les cellules de Sertoli.
Nathalie Josso obtient son doctorat en 1971 à l'Université Pierre-et-Marie-Curie, avec la soutenance d'une thèse sur le Canal de Wolff chez les rats fœtaux, sous la direction de Jost.
Josso et ses collègues réussissent à purifier l'« hormone anti-müllérienne » ou « anti-müllerian hormone » (AMH) en anglais ; c'est elle qui la nomme ainsi, entre 1971 et 1973,. Josso publie les résultats en 1973.
Nathalie Josso continue à travailler en médecine clinique tout au long de sa carrière scientifique, devenant ainsi spécialiste pour les patients présentant des troubles de la différenciation sexuelle et d'intersexuation, associant ainsi constamment la médecine clinique et le centre de ses travaux scientifiques. En 1981, elle publie The Intersex Child,, un vaste aperçu de la recherche destiné aux pédiatres.
En 1986, son équipe est l'une des deux premières à cloner l'AMH bovine et trouver le gène de son récepteur.
De 1986 à 1998, Nathalie Josso est la fondatrice et la directrice de recherche de l'unité INSERM d'endocrinologie du développement (U293) à l'École normale supérieure (Paris).
Son laboratoire trouve la localisation du gène humain sur le chromosome 19. En collaboration avec une équipe américaine elle découvre son récepteur AMHR2. Le groupe met notamment au point un test sanguin (Elisa) pour le dosage de l'AMH et identifie l'origine génétique du syndrome du canal müllérien persistant (PMSD en anglais) et des anomalies de la différenciation sexuelle et des troubles de l’axe gonadique chez le garçon. Elle montre, à l'appui de 250 cas, que le PMDS est majoritairement dû à des mutations des gènes AMH et AMHR2, mais aussi en 2022 à des mutations d’un nouveau gène, PPP1R12A. Elle contribue à la caractérisation de la cascade de signalisation de l’AMH,,.
La première démonstration de la présence d’AMH chez la femme adulte, dans le liquide folliculaire, est faite dans son laboratoire. Cette révélation conduit à un très important développement clinique avec l'utilisation du dosage de l'AMH chez la femme, car avant la ménopause son  taux est le reflet de la réserve folliculaire, et son dosage est prédictif du succès de l’assistance médicale à la procréation (AMP).
Professeur émérite depuis l'an 2000, elle continue ses recherches en participant très activement aux travaux des Unités 493, puis 782 de L'INSERM en Endocrinologie et Génétique de la Reproduction et du Développement à l'Hôpital Antoine-Béclère de Clamart. Elle  participe jusqu’à sa mort aux recherches de l’U938 de l'INSERM au Centre de Recherche Saint-Anoine de l'Hôpital Saint-Antoine à Paris.
La chercheuse publie son deuxième ouvrage en 2017, un livre pour la jeunesse sur la découverte de l'AMH, Le sexe des anges : une histoire d'hormones, illustré par Martine Netter.
Durant ses 50 ans de carrière scientifique, elle publie près de 200 articles.

### Distinctions honorifiques
- Lawson Wilkins Memorial Lecture, Baltimore (1975)[28]
- Andrea Prader Prize, European Society for Paediatric Endocrinology (1992)[29]
- World Federation of Societies for Paediatric Urology Progress Medal (2004)[28]
- Prix du rayonnement français[30]
- Märta Philipson Award (Hôpital Karolinska de Stockholm)[30]